# Franciszek Mysłowski
Franciszek Mysłowski herbu Rawicz (ur. ok. 1720 w Mysłowie, zm. ok. 1790 w Koropcu) – miecznik kijowski, następnie wojski trembowelski. Założyciel linii Mysłowskich – Czerwono-Ruskiej z Koropca (powiat buczacki) – luminarz rodu. Dziedzic  Dołhego, Koropca, Nowosiółki Koropieckiej, Porchowej, Strychaniec, Ścianki, Zalesia, Zubrzca, Zwiniacza.

## Życiorys
Mysłów z którego pochodził, leżał w sąsiedztwie Radzynia Podlaskiego, gdzie rezydował Eustachy Potocki, generał artylerii litewskiej, ożeniony z Marianną z Kątskich (linia Potockich z Wilanowa, z której pochodził Stanisław Kostka Potocki).
Wszechstronnie wykształcony, ukończył szkoły pijarskie, gdzie przeorem był W. Mysłowski (według inwentury domu koropieckiego jego portret  był w pałacu w Koropcu). Politycznie związany był z rodziną Potockich herbu Pilawa. Franciszek Mysłowski dostał się na dwór Eustachego Potockiego. Był jego towarzyszem i zaufanym dworzaninem. Uzyskawszy jakieś spłaty rodzinne w gotówce, lokuje je w Eustachego Potockiego, za co dostaje w zastaw: Koropiec, Nowosiółki Koropieckie, Porchową, Puźniki, Zalesie, Zaleszczyki Małe, Zubrzec. Potem zostaje plenipotentem kilkunastu wielkich majątków Eustachego Potockiego.

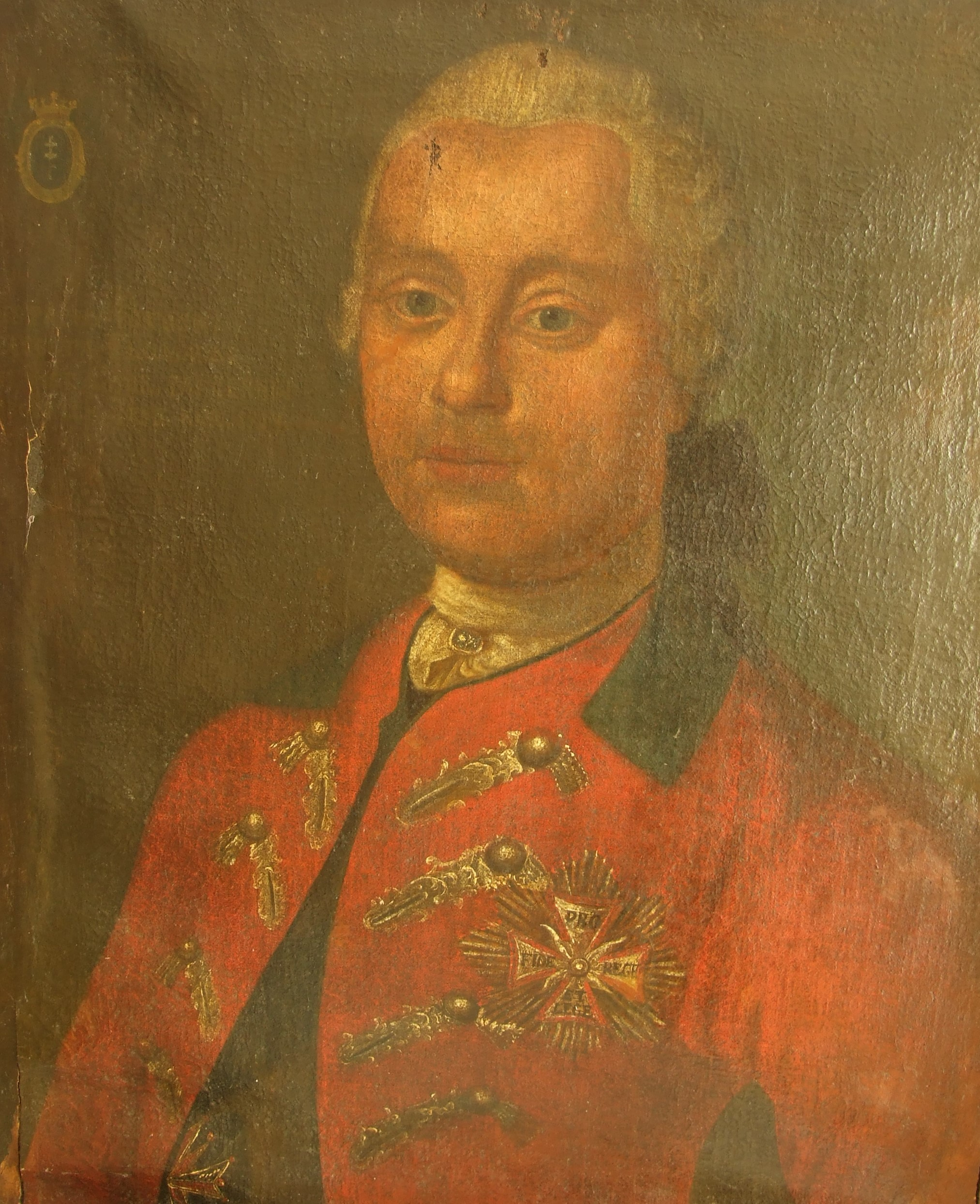
Eustachy Potocki

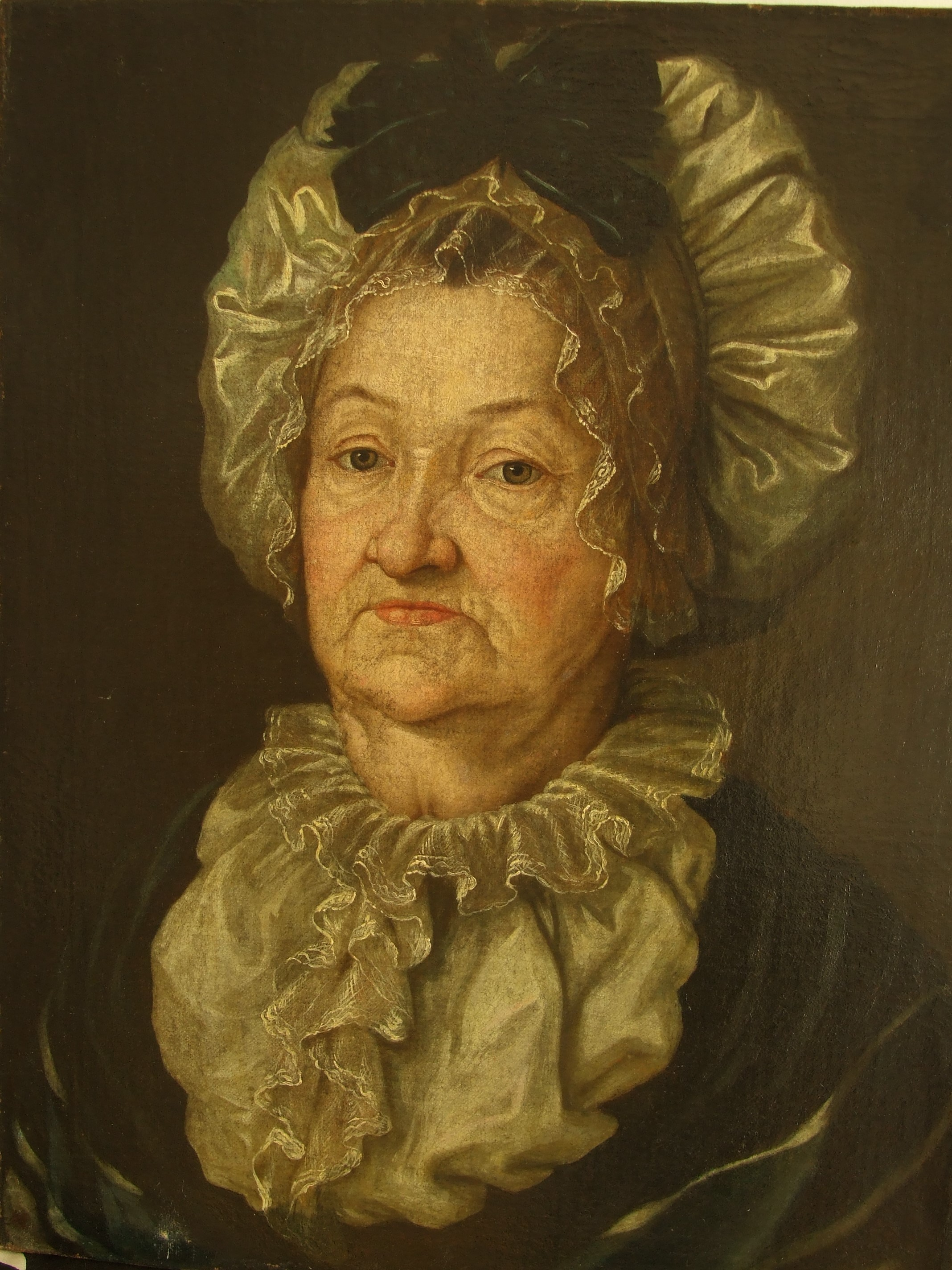
Katarzyna Mysłowska z domu Lenkiewicz (portret w czepku)

Franciszek Mysłowski ożenił się w 1753 z Katarzyną Lenkiewiczówną (1720–1826). Jej rodzice: Antoni Lenkiewicz herbu Podkowa i matka Anna z domu Augustynowicz otrzymali w zastawie od Eustachego Potockiego kilka majątków, między innymi Zwiniacz, który Katarzyna dostaje w posagu. Intercyza ślubna zawarta była we Lwowie, w 1797. Świadkami byli Eustachy Potocki jako testes at amicus, Marianna z Kątskich Potocka, generał Zgliczyski, krewny Lenkiewiczów i Skrzetuski.
Jego przeciwniczką była Katarzyna Kossakowska z Potockich, kasztelanowa kamieńska, rezydująca w pałacu arcybiskupim przy soborze św. Jura we Lwowie (krewna Eustachego Potockiego). Przeciwniczka króla Stanisława Augusta, utrzymywała stosunki dyplomatyczne z dworami panującymi.
Mimo to stosunki Franciszka Mysłowskiego z Eustachym Potockim, a następnie jego synem Jerzym, starostą tłumackim polegały na zaufaniu. Dowodzi tego akt wydany przez kanclerza koronnego Wessla, podskarbiego wielkiego koronnego, z poleceniem odebrania starostwa lwowskiego Karolowi Radziwiłłowi (Panie Kochanku) skazanemu na banicję 1764, a oddanie starostwa lwowskiego Eustachemu Potockiemu. Należy przypuszczać, że na wybór Franciszka Mysłowskiego do przeprowadzenia tej sprawy, wpłynął na kanclerza sam Eustachy Potocki.
Wybrany sędzią kapturowym ziemi halickiej w 1764 roku.
Po pierwszym rozbiorze kraju 1772 w zaborze austriackim Franciszek Mysłowski legitymuje się jako szlachcic herbu Rawicz przed Stanami Galicyiskimi w 1784:
- Jako syn Wawrzyńca i Zofii z Szymańskich h. Ślepowron.
- Jako wnuk Franciszka i Anny z Hańskich h. Gozdawa
- Jako prawnuk Jana i (? z Grotów h. Rawicz) (prawnuk: Jana i Marianny Izbińska h. Poraj)
- Jako praprawnuk Pawła i (? z Izbnickiej h. Gozdawa) (praprawnuk Pawła - żona nieznana)[5].

Współcześni nazywali go «Ekonomusem» Potockich i to kąśliwe powiedzonko długo kursowało po okolicy. Testamentem, którego oryginał był u Stanisława Głowackiego, podzielił liczne potomstwo - po pięcioro córek i synów następująco:
- Teofil dostał najwięcej – Koropiec, Zalesie, Nowosiółkę i Puźniki,
- Karol – Porchową,
- Tadeusz – Zubrzec,
- Paweł – Ściankę,
- Jacek – Zwiniacz wraz z dożywociem Katarzyny z Lenkiewiczów, która w Zwiniaczu zmarła przeżywszy przeszło 100 lat. Była balsamowana i w Koropcu pochowaną. Serce jej zaś w urnie miedzianej złożono pod cerkwią w Zwiniaczu.

Córki zamężne za Szumlanskim, za Drozbackim, za Nehrebeckim, Tekla – za Żeromskim, Angela – za Trzcińskim. W swym testamencie kazał się balsamować i pochować w Koropcu, w kaplicy zbudowanej na ten cel. W pałacu balsamowano go i leżał w trumnie z wiekiem ze szkła.